# Örs församling, Växjö stift
Örs församling var en församling i Växjö stift, i Växjö kommun, Kronobergs län. Församlingen uppgick 2006 i Ör-Ormesberga församling.
Församlingskyrka var Örs kyrka.

## Administrativ historik
Församlingen har medeltida ursprung.
Församlingen var till 1962 annexförsamling i pastoratet Moheda, Ör och Aneboda. 1962 övergick den till att vara annexförsamling i pastoratet Moheda, Ör, Slätthög, Mistelås och Ormesberga. 1986 blev församlingen annexförsamling i pastoratet Öjaby, Ör och Ormesberga där från 1992 även Bergunda församling ingick. Församlingen uppgick 2006 i Ör-Ormesberga församling.
Församlingskod var 078027.